# Капитан (баскетбол)

## Капитан

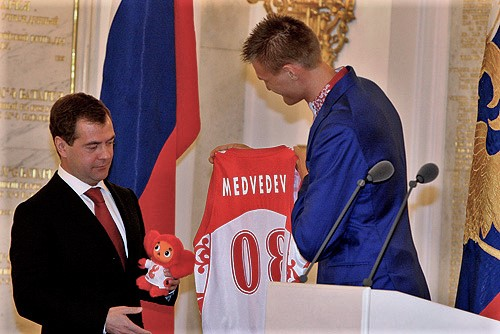
Дмитрий Медведев и Андрей Кириленко — капитан сборной России по баскетболу

Капитан в баскетболе — игрок баскетбольной команды, наделенный особыми полномочиями. Представляет интересы команды в спорных ситуациях. Это игрок, который является представителем своей команды на площадке. Он может обращаться в вежливой форме к судьям в течение игры для получения необходимой информации, однако только в то время, когда мяч «мертвый» и игровые часы остановлены. Отличается от других игроков своей команды наличием буквы «К» («C» в латинской транскрипции) на майке, на груди с левой стороны. Капитан, как правило, выбирается в начале каждого нового сезона, на общем собрании команды.